# 牧野雅己
牧野 雅己（まきの まさみ、1965年1月6日 - ）は、日本のDJ、音楽プロデューサー、トラックメイカー。「日本のクラブシーン創世期を築いた功労者の一人」「日本ハウス界の重要人物のひとり」であるとされる。東京都出身。

## 略歴
- 1984年に大貫憲章らがDJをつとめるディスコ「新宿ツバキハウス」でDJデビュー[1][2][3]。
- 以降、80年代から90年代に六本木玉椿、西麻布TOOLS BAR、六本木ODEON、渋谷CAVE、新宿MILOS GARAGEなどのクラブでメインDJを務める[1][2][3]。
- 中でも自身でプロデュースした新宿MILOS GARAGEは今も伝説クラブとして名を残す[1][2]。代表作に自身のプロデュースユニット"INNER CITY JAM ORCHESTRA"の大ヒットハウス"WE GOT THE LOVE"などがある[1][2]。2001年経営者として六本木"ソノラ"を開店した[1][3]。2013年11月に閉店[1]。